# 科爾法克斯鎮區 (印第安納州牛頓縣)
考非鎮區是美國印地安納州牛頓縣的10個鎮區之一。截至2010年美國人口普查，其人口為199，共70住房。

## 歷史
考非鎮區於1871年成立。

## 地理
根據2010年美國人口普查，該鎮的總面積為36.53平方英里（94.6平方），其中土地面積36.53平方英里（94.6平方），水域面積為0平方英里（0平方）。